# Бебе Вуд
Бебе Вуд (англ. Beatrice (Bebe) Wood; род. 08 августа 2001) — американская актриса кино и телевидения. Вуд наиболее известна по  ролям Шенайи Клеммонс в сериале «Новая норма» и Лэйк Каннингем в сериале «С любовью, Виктор» (англ. Love, Victor) .

## Ранние годы
Бебе Вуд родилась в Канзас-Сити, штат Миссури, США 8 августа 2001 году. Бебе Вуд мечтала стать актрисой с самого раннего детства. В 2010 году Бебе Вуд покинула родной город со своей семьей и переехала в Нью-Йорк, где в возрасте десяти лет получила роль Лиззи Уокен в телесериале «Только материалы» (англ. Submissions Only) 2010-2014. В 2012 году Вуд получает первую главную роль, она играет Шенайи Клеммонс в американский комедийный телесериале «Новая норма» (англ The New Normal).

## Карьера
В 2019 году Бебе Вуд начинает сниматься в подростковом комедийно-драматический телесериале «С любовью, Виктор» (англ. Love, Victor) . 30 июля 2021 сериал «С любовью, Виктор» (англ. Love, Victor) был продлён на третий сезон.

## Фильмография
| Год                  | Русское название                             | Оригинальное название                      | Роль                               | Примечания                          |
| -------------------- | -------------------------------------------- | ------------------------------------------ | ---------------------------------- | ----------------------------------- |
| 2011                 | Только материалы                             | Submissions Only                           | Лиззи Уокен                        | Сериал/ эпизодическая роль          |
| 2012                 | Студия 30                                    | 30 Rock                                    |                                    | Сериал/ эпизодическая роль          |
| 2012                 | Вице-президент                               | Veep                                       |                                    | Сериал/ эпизодическая роль          |
| 2012-2013            | Новая норма                                  | The New Normal                             | Шенайа Клеммонс, дочь Голди и Клэя | Сериал/ главная роль                |
| 2013-2014            | Ох, уж этот папа                             | See Dad Run                                | Аманда                             | Сериал                              |
| 2014                 | Мой мальчик                                  | About a Boy                                | Кэти                               | Сериал/ эпизодическая роль          |
| 2014                 | Это, блин, рождественское чудо               | A Merry Friggin' Christmas                 | Вера Митчлер                       | фильм                               |
| 2015                 | Жаркое американское лето: Первый день лагеря | Wet Hot American Summer: First Day of Camp | Эбби                               | Сериал/ эпизодическая роль          |
| 2016-2017            | Настоящие О’Нилы                             | The Real O'Neals                           | Шеннон О'Нил                       | Сериал/ главная роль                |
| 2016-2018            | Охотники на троллей: Истории Аркадии         | Trollhunters: Tales of Arcadia             | Шеннон                             | мультсериал/ озвучание              |
| 2018                 | Американская домохозяйка                     | American Housewife                         | Эллен                              | Сериал/ эпизодическая роль          |
| 2018-2019            | Трое с небес: Истории Аркадии                | 3Below: Tales of Arcadia                   | Шеннон                             | мультсериал/ озвучание              |
| 2020-настоящее время | С любовью, Виктор                            | Love, Victor                               | Лэйк Каннингем                     | Сериал/ главная роль                |
| 2020                 | Волшебники: Истории Аркадии                  | Wizards: Tales of Arcadia                  | Шеннон                             | компьютерный мультсериал/ озвучание |
| 2024                 | Дрянные девчонки                             | Mean Girls                                 | Гретчен                            | фильм                               |